# Гаврилов, Анатолий Николаевич
Анато́лий Никола́евич Гаври́лов (род. 21 января 1946, Мариуполь) — русский писатель, драматург.

## Биография
В 1978 окончил заочно Литературный институт им. Горького. В СССР не печатался до 1989, позднее публиковался в журналах «Волга», «Юность», «Соло», «Октябрь», «Новый мир», «Знамя» и др. С 1984 живёт во Владимире, работал почтальоном, пишет немного, появляется в печати крайне редко.
Член Союза российских писателей и Русского ПЕН-центра (1999).
Писателю посвящён документальный фильм Бориса Караджева «Доставщик слов» (2002).

## Творчество
Для минималистской прозы Гаврилова характерен предельный лаконизм словесных средств, абсурдистский гротеск ситуаций и, вместе с тем, уникальная стилистическая музыка.

## Награды
- Лауреат Премии Андрея Белого в номинации «Проза» (2010).
- Премия «Чеховский дар» в номинации «Необыкновенный рассказчик» (2011).
- Повесть «Берлинская флейта», посвящённая памяти композитора Сергея Беринского, стала лауреатом сетевого литературного конкурса «Улов» (2002).
- Книга прозы «Весь Гаврилов» вошла в шорт-лист премии Андрея Белого за 2005 год, газета «Книжное обозрение» признала её книгой года.

## О писателе
- Клех И. Чистый бриллиант «мутной воды» // Гаврилов А. Весь Гаврилов. М.: Emergency Exit, 2004, с.219-225.
- Ларионов Д. Fin de partie: репетиции. Рец. на кн.: Гаврилов А. Берлинская флейта: Рассказы, повести. М., 2010 // Новое литературное обозрение. № 109 (2011).